# François Serrano
Pour les articles homonymes, voir Serrano.
François Serrano, (Grenade, Royaume de Castille[Quoi ?], le 4 décembre 1695 - Fu'an, Empire de Chine, 1748) est un religieux dominicain et missionnaire catholique espagnol du xviiie siècle nommé évêque (sans avoir été néanmoins consacré) mort martyr en Chine. Il est béatifié le 14 mai 1893 par le pape Léon XIII et canonisé par le pape Jean-Paul II le 1 octobre 2000. Il fait partie de la liste des dits 120 martyrs de Chine. Il est fêté le 28 octobre.

## Sa vie
Entré chez les dominicains à 18 ans dans le couvent dominicain de Grenade il est envoyé en 1725 aux Philippines où il est ordonné prêtre et exercera son ministère de prêtre et de missionnaire pendant près de 10 ans. En 1738 il est envoyé en Chine continentale depuis Macao à une période où la persécution contre les Chrétiens devient sévère. Il rejoint une des missionnaires dominicaines alors réparties dans les régions administratives de Fu'an, Focheu, Moyang et Kan-Kiapán. Le catholicisme étant désormais interdit, les missionnaires pourchassés, il doit prendre beaucoup de risques pour rejoindre ses chrétiens. Tout se fait de nuit. Il doit se déguiser pour passer inaperçu, souvent obligé de se cacher dans les zones reculées et montagneuses. En 1746, l'étaux se reserre. Sur dénonciation le 25 juin, un premier prêtre dominicain Jean Alcover est arrêté ; le 27 il est arrêté avec François Diaz; le 2 juillet, c'est au tour de Pierre Sanz, et le 3 juillet de Joachim Royo (en). Tous sont enfermés dans la prison de Fuzhou, capitale de la région administrative du Fu'an. Déjà sa prison, il reçoit la nouvelle de sa nomination comme évêque titulaire de Tipasa (de) et coadjuteur du vicaire apostolique de Fukien. Il ne peut évidemment recevoir la consécration épiscopale. À la suite d'un procès dont le résultat était connu d'avance lui et ses compagnons d'infortune sont condamnés à mort et étranglés le 28 octobre 1748 au coucher du soleil.

## Bibliograhie
- George G. Christian OP, Augustine Zhao Rong i in.: Martyrs of China. New York: The Dominican Province of St. Joseph, 2005, s. 17.
- Ceferino Puebla Pedrosa (red.): Witnesses of the faith in the orient. Dominican Martyrs of Japan, China, and Vietnam. The Dominican Province of St. Joseph, New York, 2006, s. 158-159.  (ISBN 978-9718596036)